# Nationaal Museum van Finland
Het Nationaal Museum van Finland (Fins: Kansallismuseo, Zweeds: Nationalmuseum) is een museum in Helsinki over de prehistorie en de geschiedenis van Finland. Daarnaast bezit het museum een belangrijke etnografische collectie over de Finoegrische volken en een grote collectie opgravingen van de Mesa Verde-cultuur. Het museum werd gesticht in 1893 en heeft een collectie van zo'n 500.000 items. De permanente tentoonstelling bestaat uit drie gedeelten, waarvan die over de prehistorie en die over het onafhankelijke Finland in 2017 grondig werden vernieuwd. In 2021 volgt het laatste gedeelte, dat middeleeuwen, de Zweedse tijd en de Russische tijd behandelt. Daarnaast vinden er tijdelijke tentoonstellingen plaats.
Behalve het eigenlijke nationaal museum, dat is gevestigd in een gebouw in nationaal-romantische stijl uit 1910, behoort een reeks kleinere musea tot de museumorganisatie, waaronder het openluchtmuseum op Seurasaari en de kastelen van Häme en Savonlinna.

## Geschiedenis
De voorloper van het nationaal museum werd in 1893 gesticht als Staats-Historisch Museum (Valtion historiallinen museo). De collectie was gebaseerd op verschillende, vooral universitaire archeologische en volkenkundige collecties. In 1916 betrok het museum zijn huidige gebouw en kreeg het de naam Nationaal Museum.

## Het gebouw
Het gebouw werd gebouwd tussen 1905 en 1910 en is ontworpen door het bureau van Herman Gesellius, Armas Lindgren en Eliel Saarinen, waarbij Lindgren het grootste aandeel leverde. Het is een prominente vertegenwoordiger van hun nationaal-romantische stijl. Het granieten gebouw verwijst naar de middeleeuwse kerken en kastelen in Finland. Blikvanger is de hoge toren, die een bakstenen spits en een koperen dak heeft.
In hal van het museum bevinden zich plafondschilderingen van Akseli Gallen-Kallela, die vier verschillende episodes uit de Kalevala laten zien. Het fresco is gebaseerd op een eerder fresco, dat hij maakte voor het Finse paviljoen van de wereldtentoonstelling van Parijs in 1900. De bronzen deur en het gebrandschilderde glas in het trapportaal zijn van de hand van zijn leerling Eric Ehrström.
Het museum opende zijn deuren in 1916.

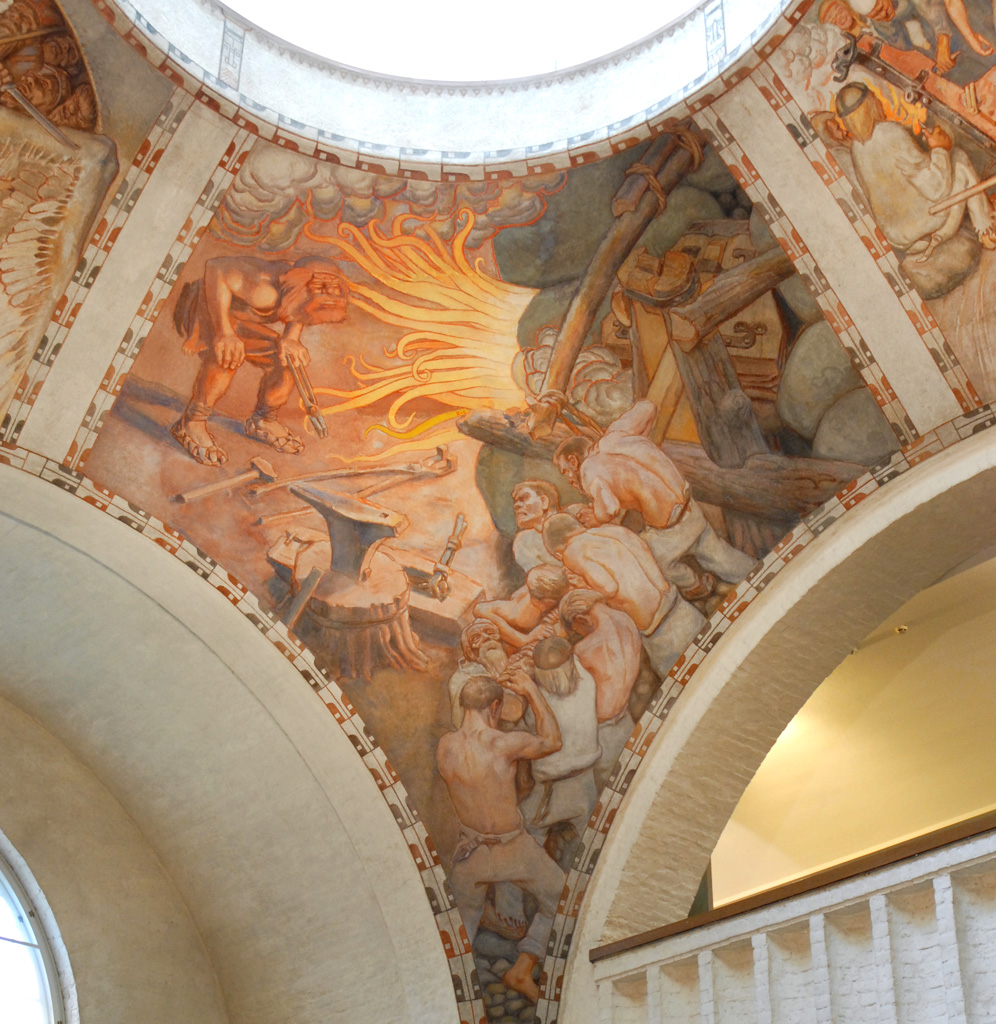
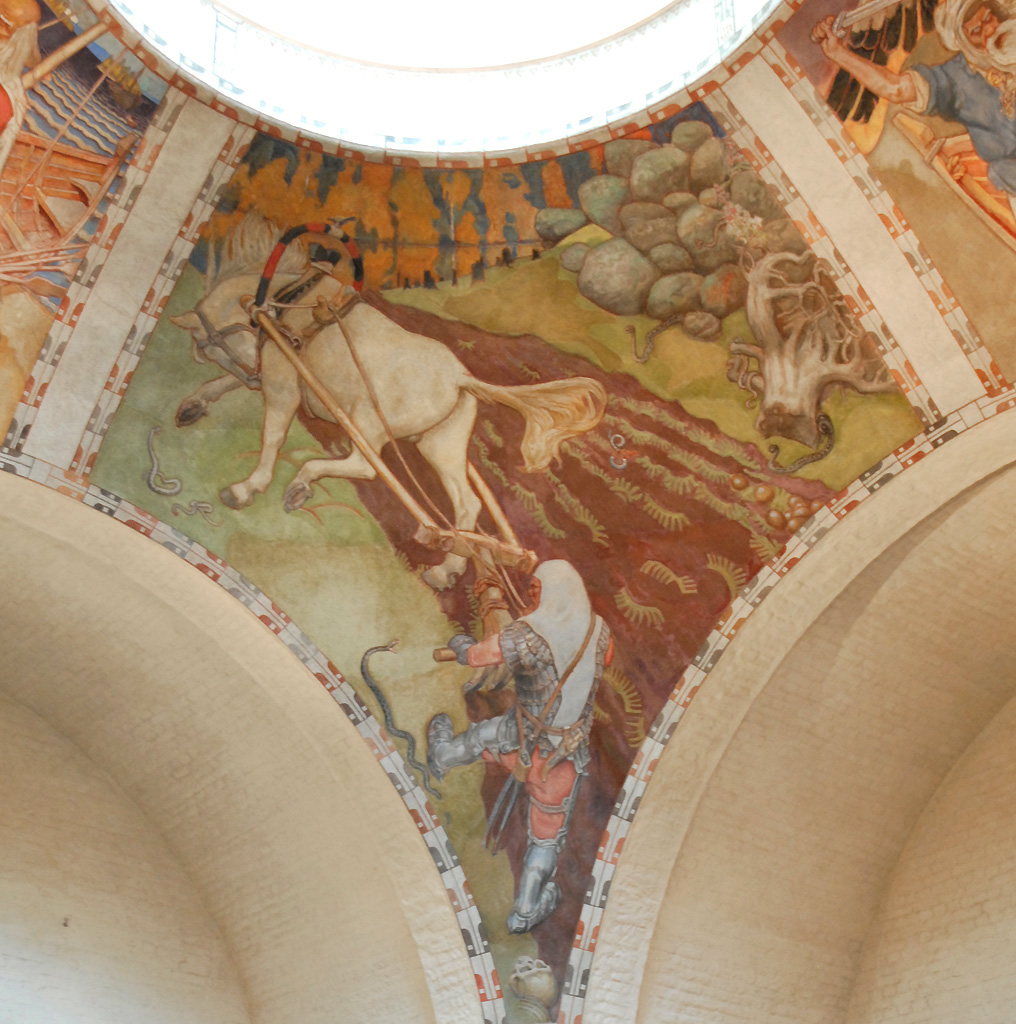
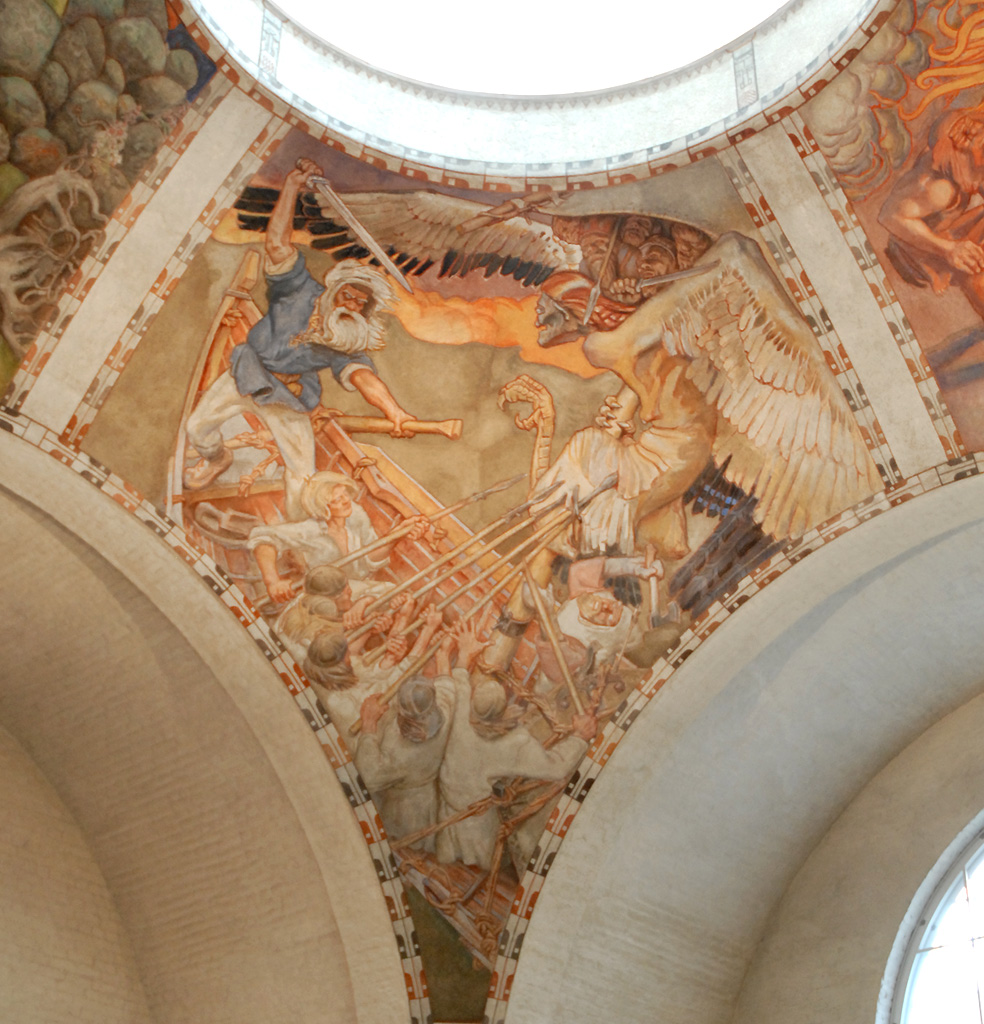
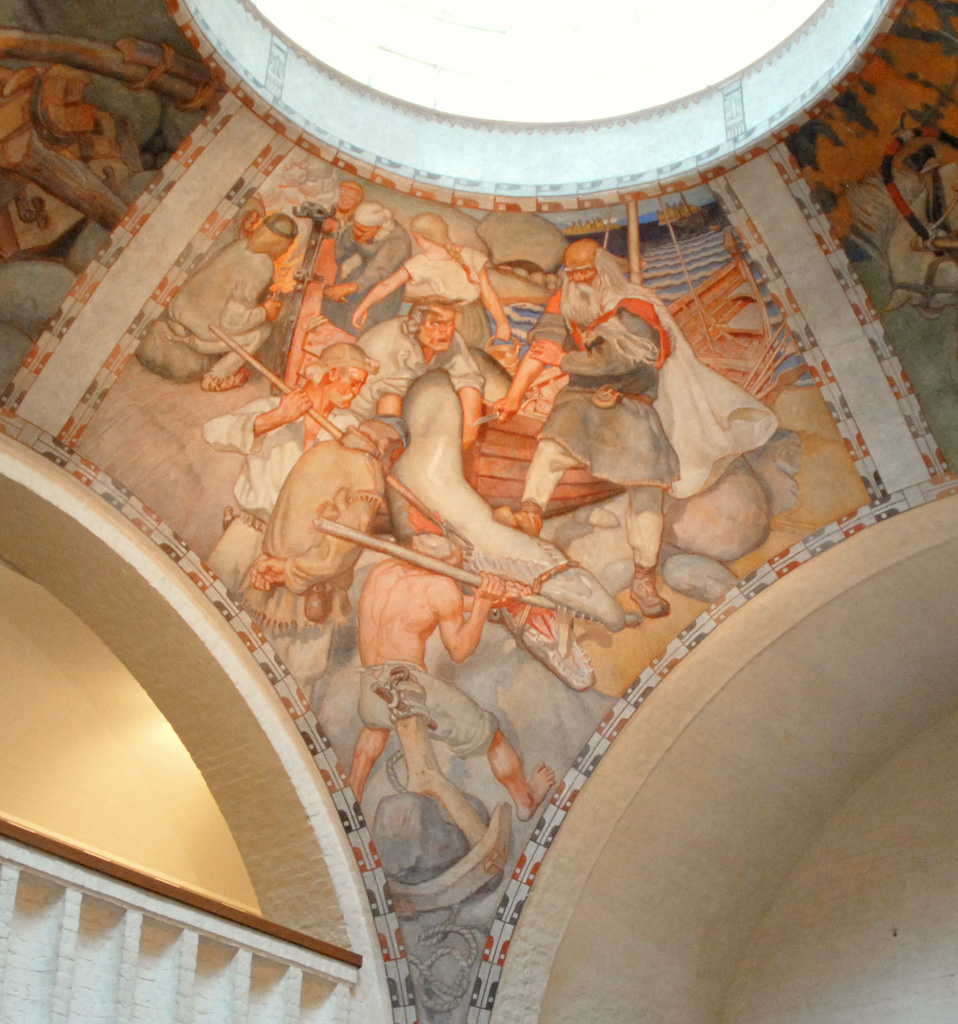

## Collectie

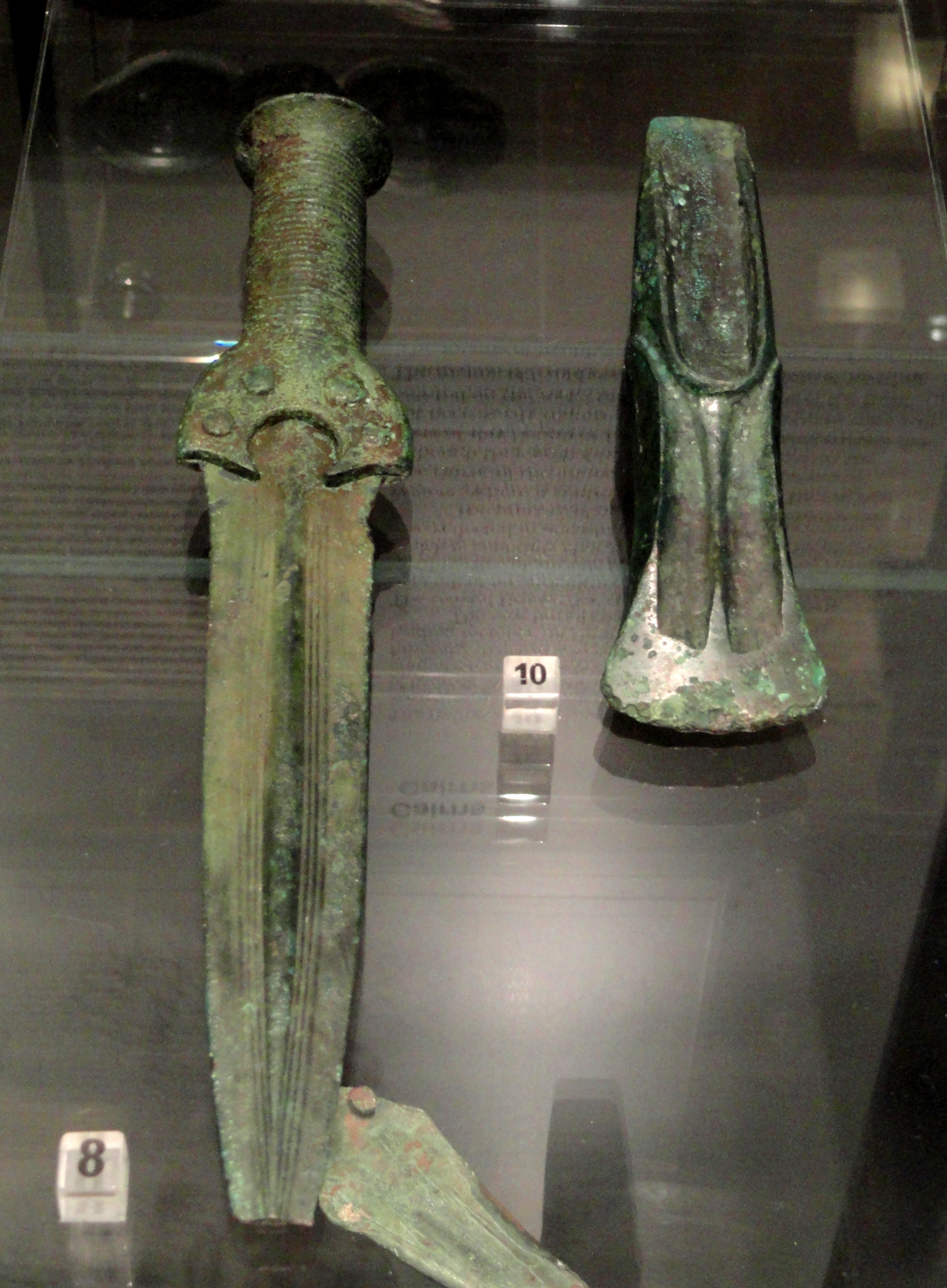
Dolk uit de bronstijd
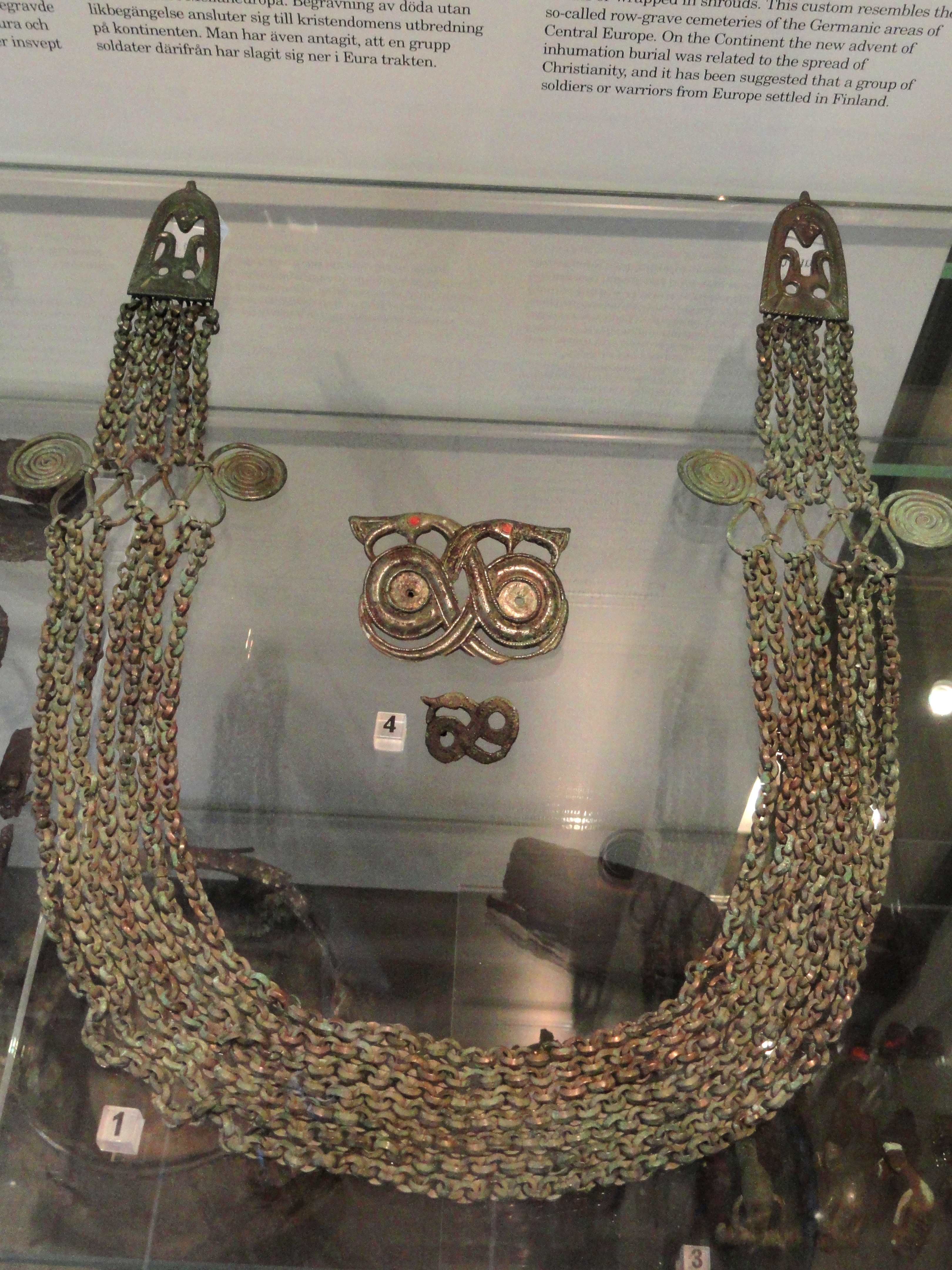
Merovingische halsketting
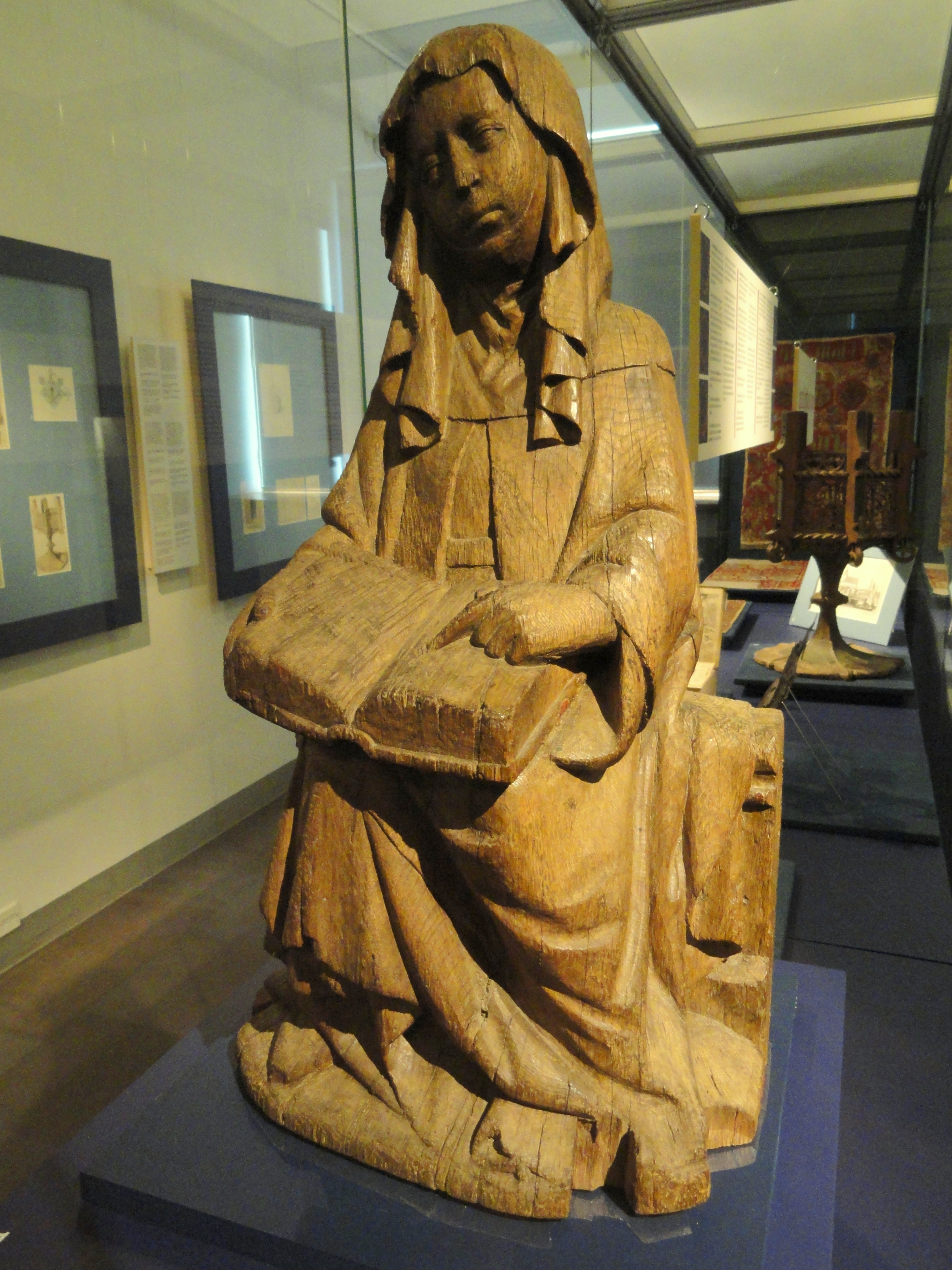
Beeld van Sint-Birgitta uit de kerk van Padasjoki
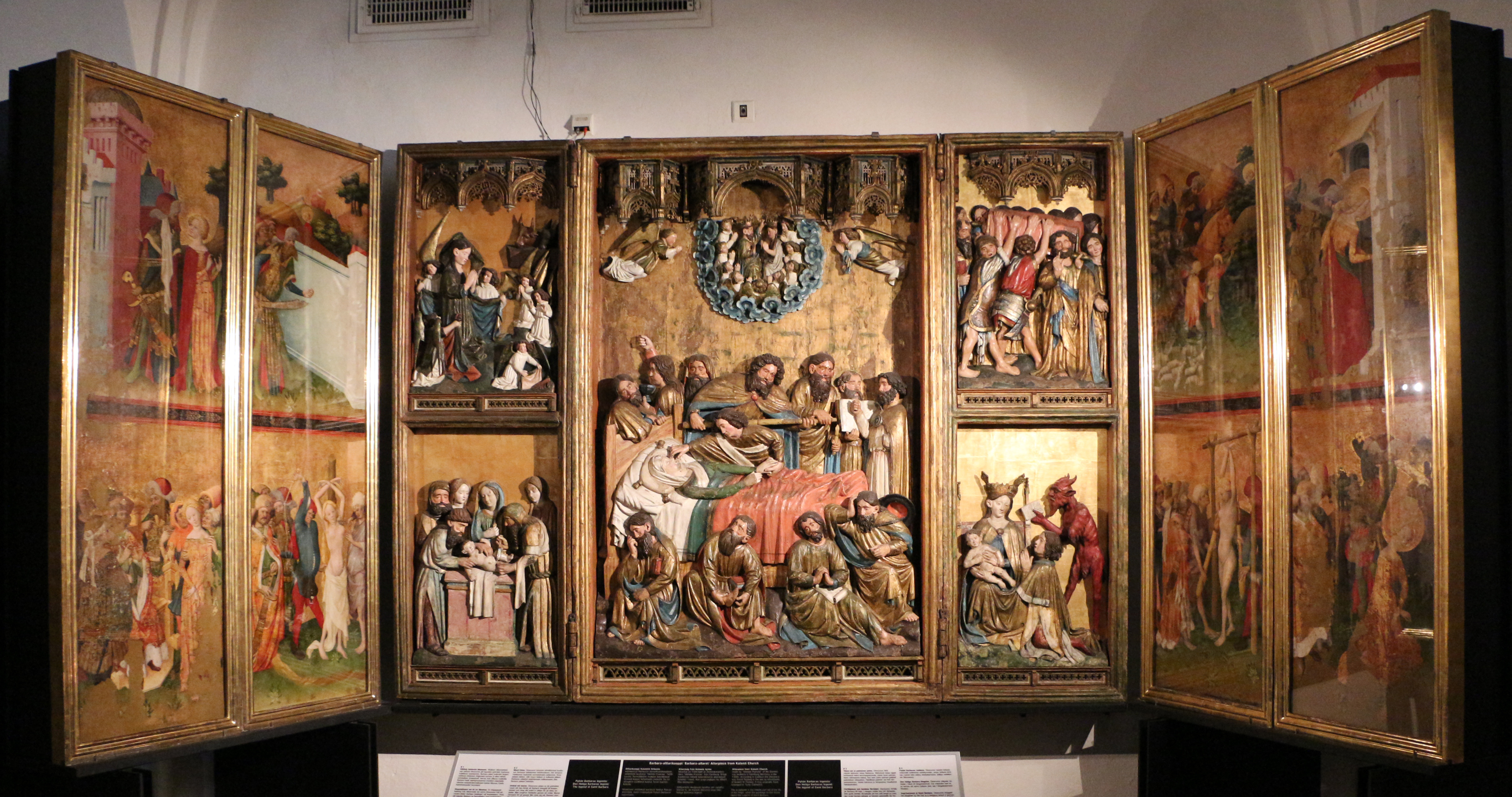
Barbara-retabel van Meister Francke
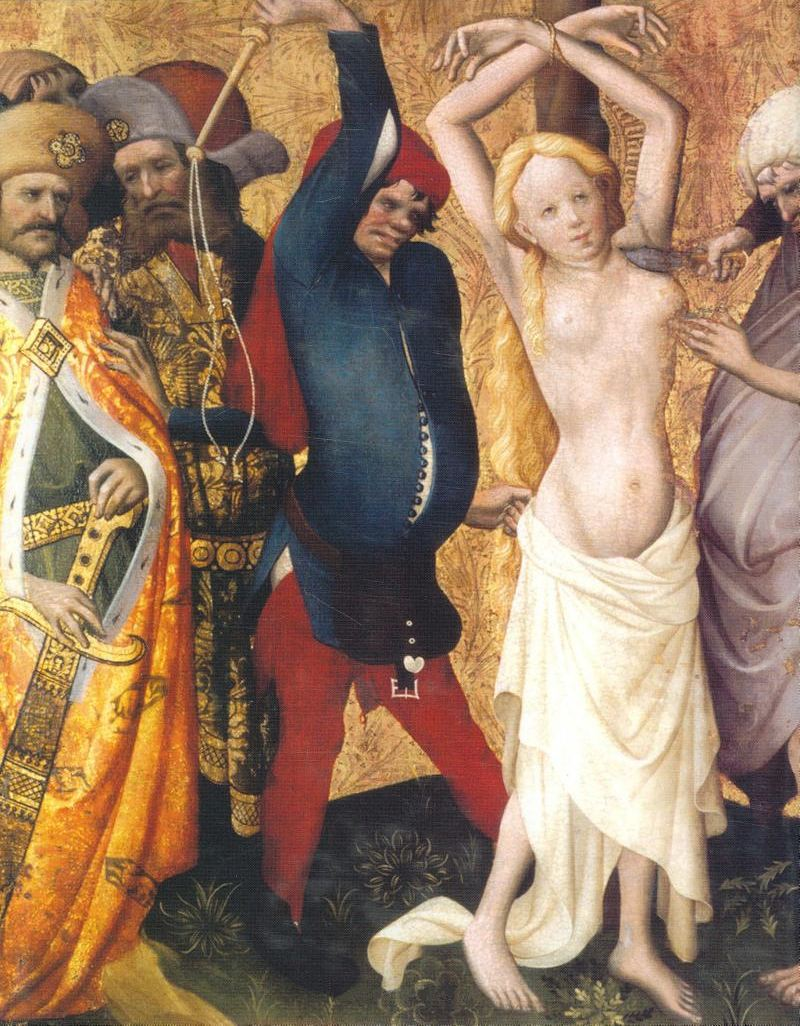
Detail van het Barbara-retabel
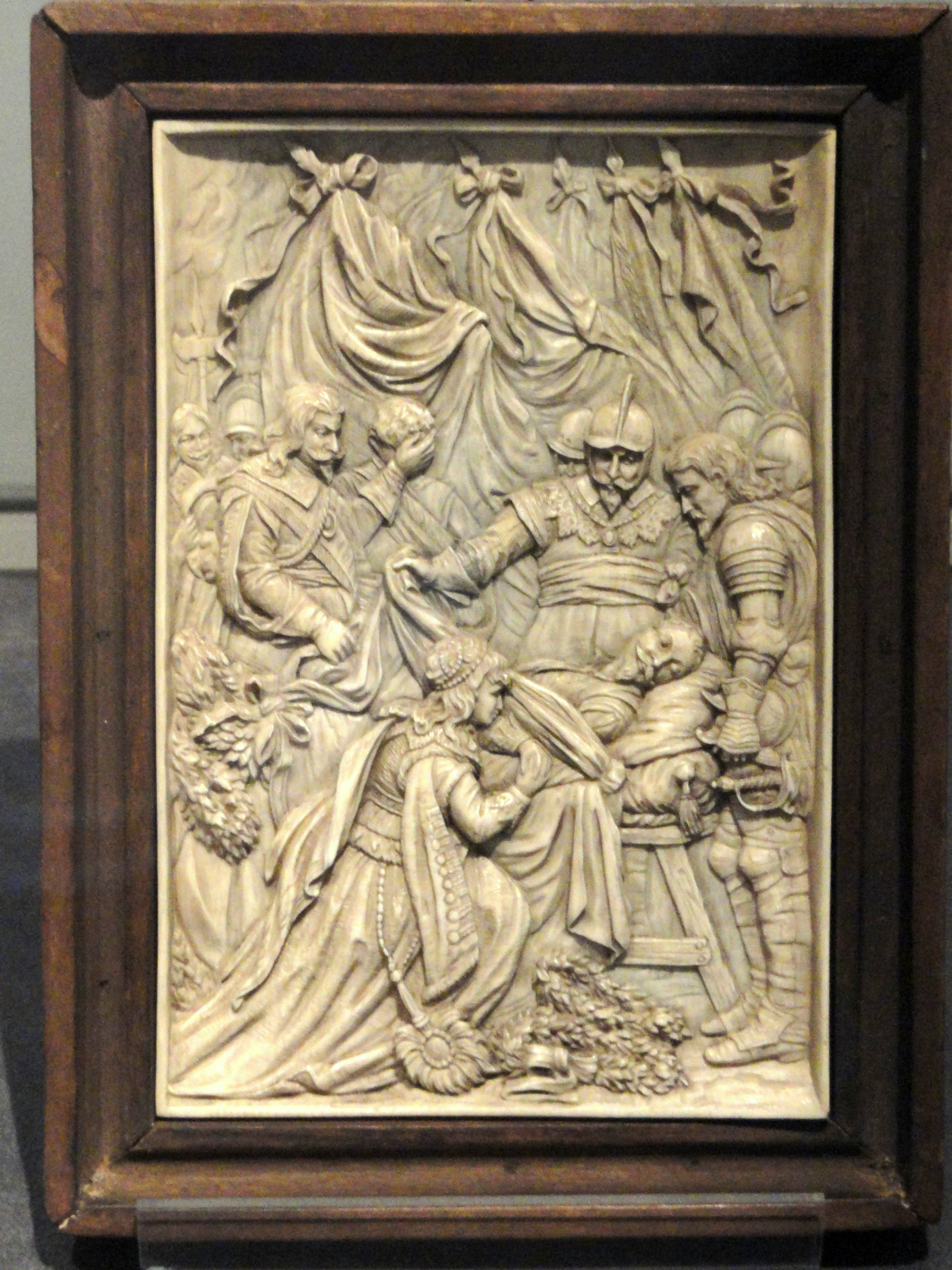
Ivoren reliëf van de dood van koning Gustaaf II Adolf
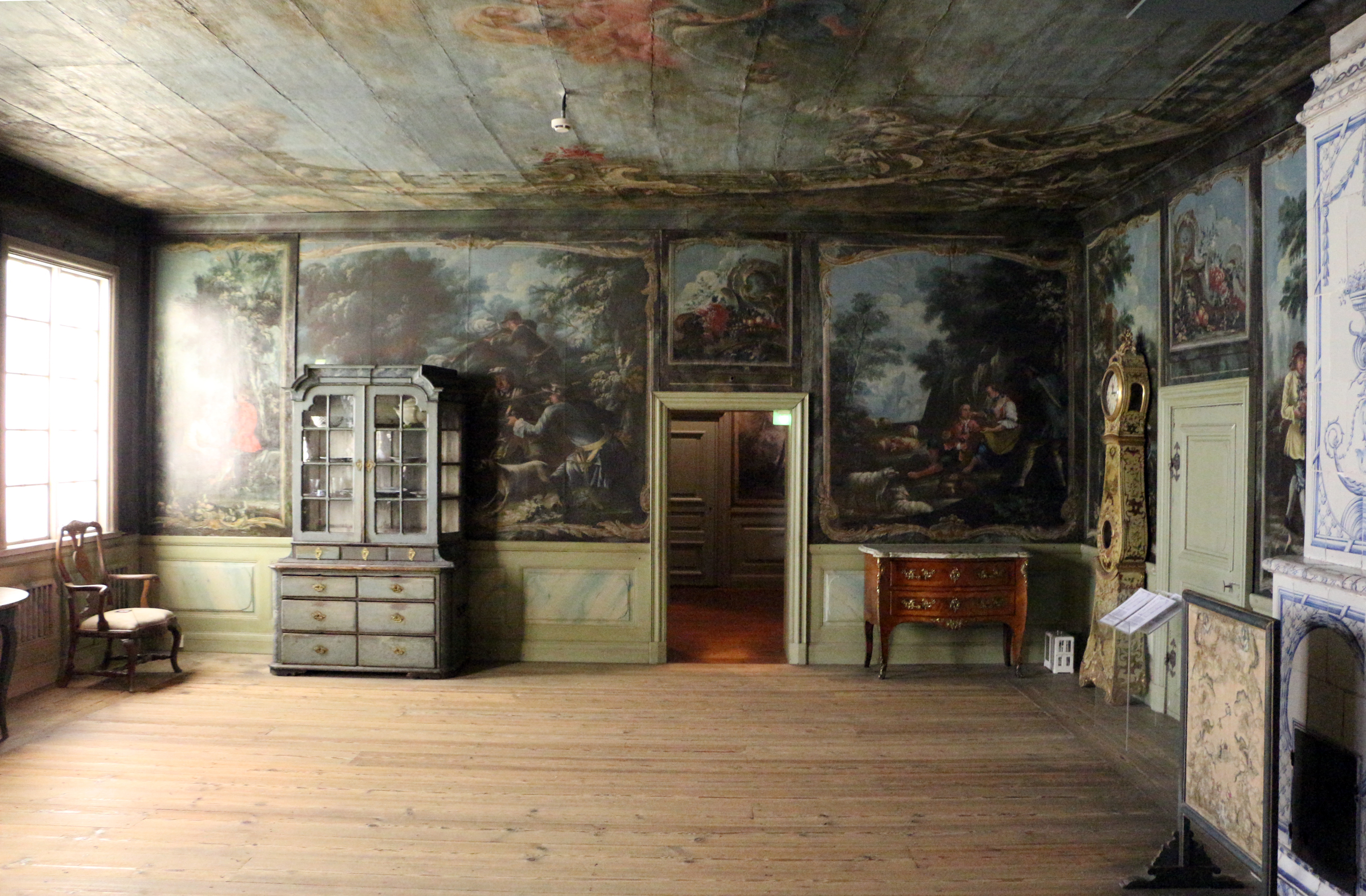
Stijlkamer uit 1763
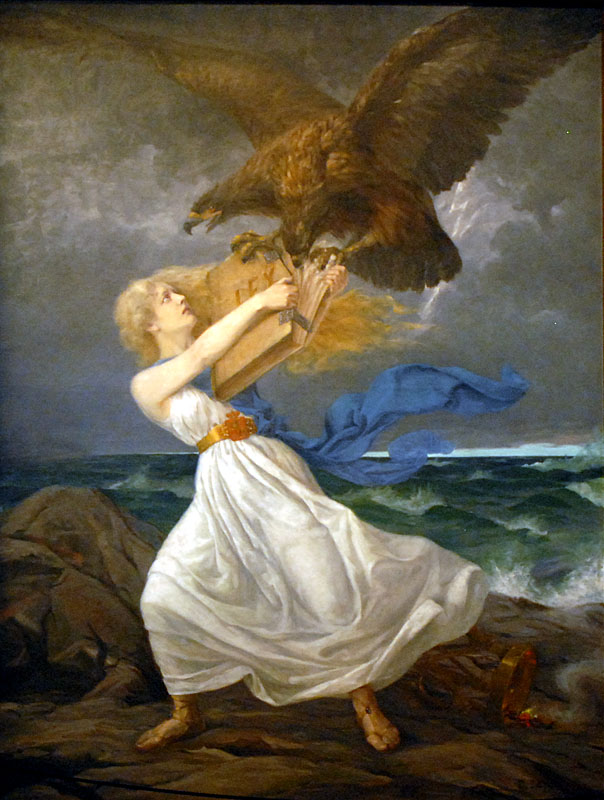
Hyökkäys (De Aanval) van Edvard Isto
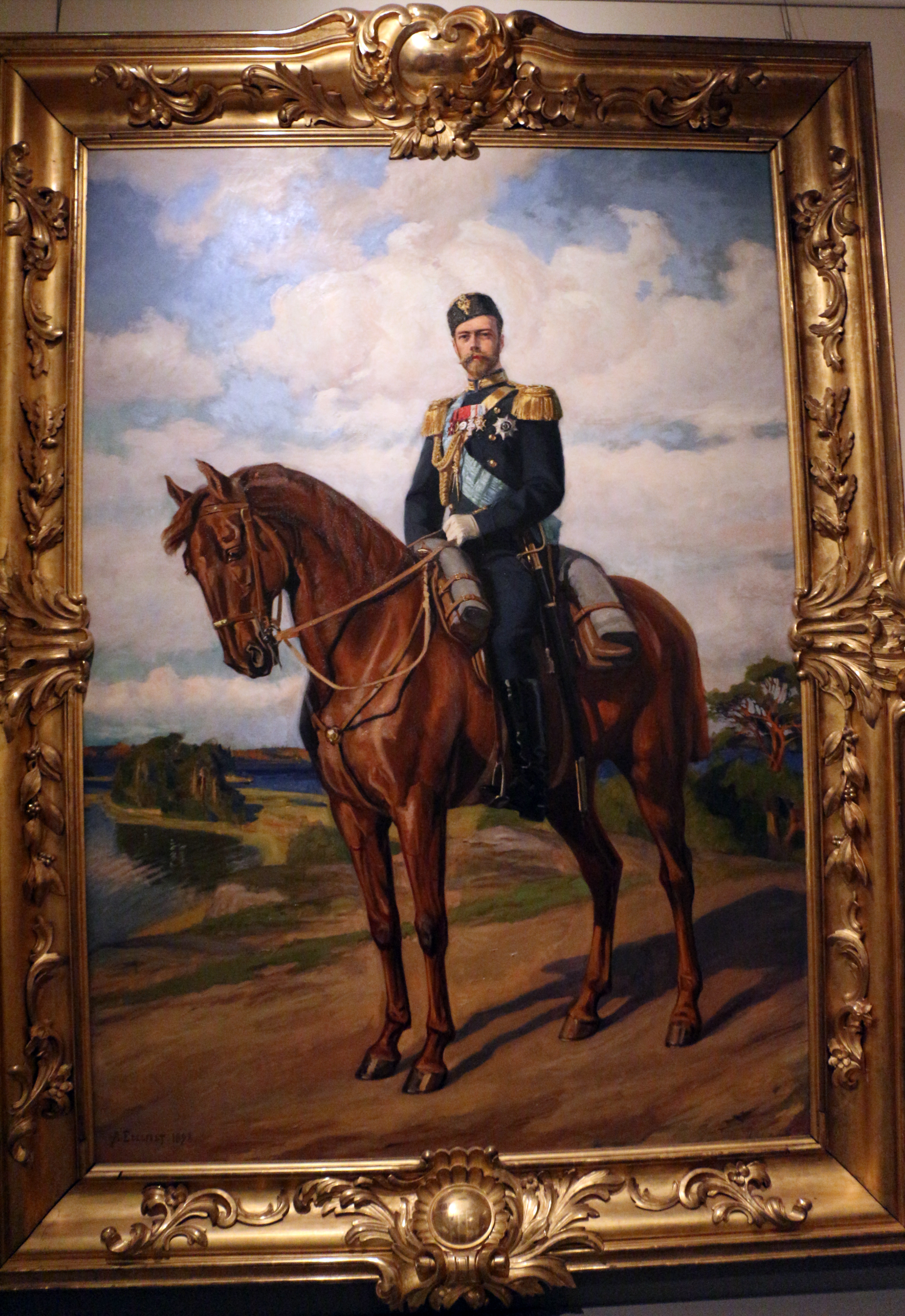
Tsaar Nicolaas II te paard van Albert Edelfelt
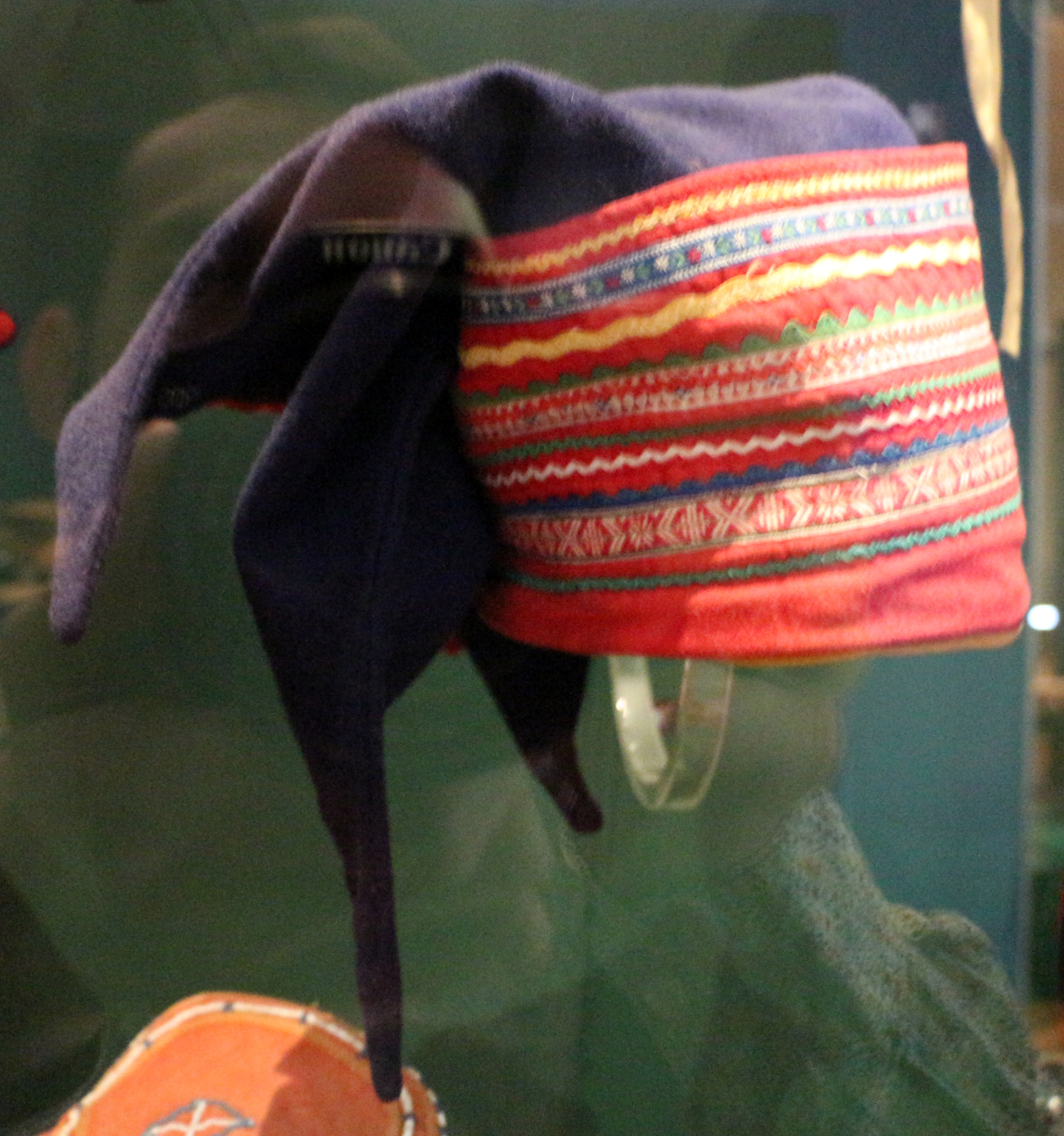
Sami-kledingstuk